# Bundesstraße 109
La Bundesstraße 109 è una strada federale della Germania.